# Dina Tersago
Dina Tersago (Puurs, 3 januari 1979) is een Belgische tv-presentatrice, actrice en model.

## Biografie
Dina Tersago werd bekend doordat ze in 2001 Miss België werd. Hierna werkte ze als redacteur bij het televisiebedrijf Woestijnvis en ze werkte mee aan enkele reportages voor het programma Vlaanderen Vakantieland. Ze speelde als actrice ook mee in enkele afleveringen van de televisieserie Het eiland.
In 2004 presenteerde ze het televisieprogramma Château Bravoure. Vanaf dat jaar en tot op heden is ze presentatrice van Boer zkt Vrouw.
In 2006 werd ze de winnares van de eerste editie van het VTM-programma Sterren op de Dansvloer. Later dat jaar werd bekend dat Dina een koppel vormde met Wim Gevaert, haar danspartner uit dat dansprogramma. Samen schreven ze ook het boek Start to dance waarmee ze hun passie voor het dansen wilden doorgeven. Intussen is het koppel uit elkaar sinds juli 2010.
In datzelfde jaar presenteerde ze het VTM-televisieprogramma Wie wordt de man van Wendy?. In 2007 presenteerde ze Superhond 2007 en in 2008 was ze de presentatrice van het tweede seizoen Superhond 2008 en van Wie wordt de man van Phaedra?.
In 2010 presenteerde ze MasterChef en de warming-up van Sterren op de Dansvloer, in het voorjaar van 2011 was Dina te zien als gastvrouw in Wie Kiest Pieter?, een VTM-programma rond basketballer Pieter Loridon en zijn mogelijke nieuwe liefde.
Van oktober 2011 tot en met maart 2012 was ze een van de presentatoren van Voor de Show, op VTM. Eind maart stopte ze echter als presentatrice om zich meer toe te leggen op realityprogramma's, zoals Wie Trouwt Mijn Zoon?. In november 2012 zetelde ze in de jury van het vijfde seizoen van Sterren op de Dansvloer.
Bij VIER (Play4) presenteerde zij in 2019 en 2020 het woonprogramma Blind Gekocht. Ze zette in 2020 de samenwerking stop omdat dit niet meer te combineren viel met haar werkzaamheden bij VTM, waar zij naast Boer zkt vrouw nog programma's presenteert.
Sinds 2020 presenteert zij met Andy Peelman op VTM drie seizoenen van Ze zeggen dat, waarin zij proefondervindelijk uitzoeken of bepaalde volkswijsheden en beweringen waar zijn of niet.
Zij presenteert sinds 2021 Huis gemaakt een programma waarin koppels die een huis verbouwen dit kunnen winnen.

### Privé
Op 21 mei 2015 beviel zij van een zoon. Op 15 september 2017 werd haar tweede zoon geboren.

## Programma's

### VTM
- Château Bravoure (2004)
- Boer zkt Vrouw (2004-2014, 2020-heden)
- Wie wordt de man van Wendy? (2006)
- Superhond 2007 (2007)
- Superhond 2008 (2008)
- Wie wordt de man van Phaedra? (2008)
- Sterren op de Dansvloer - de warming up (2010)
- MasterChef (2010)
- Wie kiest Pieter? (2011)
- Voor de Show (2011)
- Wie trouwt mijn zoon? (2012)
- 2 Meisjes op het Strand (2016)
- De Vetste Vakantie (2016)
- Boer zkt Vrouw - De Wereld Rond (2018-2019)
- Pop-Up rechtbank (2019)
- De Code van Coppens (2019-2021) - als kandidaat samen met Ann Van Elsen (2019) en Andy Peelman (2020-2021)
- The Masked Singer - Libelle (2020)
- Ze zeggen dat (2020-heden)
- Huis gemaakt (2021-heden)
- Vakantiehuis for Life (2021) - jurylid
- The Big Bang (2023) - als kandidaat samen met Bart Appeltans

### Eén
- In de gloria (2001)
- Het eiland - Sofie Lemaître (2004)
- De club van Siska (2017)

### VIER
- Blind gekocht (2019-2020)

### HLN
- Over moeders (2019)

## Trivia
- In 2017 deed Tersago mee aan De Slimste Mens ter Wereld.
- In 2019, 2020 en 2021 nam ze deel aan Code van Coppens met Ann Van Elsen (2019) en Andy Peelman (2020-2021).
- In 2020 nam Tersago deel aan The Masked Singer als "Libelle", zij viel af in de tweede aflevering.
- Zij is sinds maart 2023 samen met Tom De Cock ambassadeur voor Pleegzorg Vlaanderen.[4]

- Gemeinsame Normdatei: 116588870X
- International Standard Name Identifier: 0000 0003 6884 7577
- Nederlandse Thesaurus van Auteursnamen: 321600495
- Virtual International Authority File: 284871033
- WorldCat: E39PBJyRwrQhvyk7Xw4Xx6CG73